# Oskar Munzel
Oskar Munzel (Grimmen, 13 marzo 1899 – Bad Godesberg, 1º gennaio 1992) è stato un generale tedesco della Wehrmacht durante la seconda guerra mondiale.

## Biografia

### Prima guerra mondiale e periodo interbellico
Oskar Munzel nacque a Grimmen il 13 marzo 1899. Dopo il diploma di scuola superiore, Munzel si unì al Ulanen-Regiment "Graf zu Dohna" Nr. 8 il 3 luglio 1917ed il 5 novembre 1918 fu promosso tenente sul fronte orientale. Durante la prima guerra mondiale ricevette la Croce di Ferro di II classe. Dopo la guerra prestò servizio per la prima volta nella guardia di frontiera e successivamente entrò a far parte della Reichswehr, con il 1. (Preuß.) Reiterregiment a Insterburg fino al 1929. Venne poi assegnato al 6. (Preuß.) Kraftfahr-Abteilung ad Hannover e dal 1930 al 1932 fu spostato al 4. (preußisches) Reiter-Regiment, al 1° squadrone sperimentale (motorizzato). Venne promosso capitano il 1° agosto 1933, fu assegnato all'addestramento dello stato maggiore generale; allora era capo della 5° compagnia del Panzer-Regiment 6 e fu promosso maggiore il 1° aprile 1937.

### Seconda guerra mondiale e dopoguerra
Dal 1937 al 1941 fu responsabile degli ufficiali della Panzerwehr presso l'ufficio del personale dell'heer. Nel frattempo per due mesi fu comandante del Panzer-Regiment 5 durante l'operazione Seelöwe. Il 1º ottobre 1940 fu promosso tenente colonnello e tornò al Panzer-Regiment 6, il 1° giugno 1941, con il secondo distaccamento, con il quale prese parte all'operazione Barbarossa. Nel dicembre 1941 divenne comandante del suo reggimento ed il 30 gennaio 1942 fu promosso colonnello. All'inizio del 1943 fu trasferito a casa e fu insignito della Croce tedesca in oro il 14 febbraio 1943, divenne comandante dei corsi tattici della Panzertruppenschule. Il 26 settembre 1943 divenne comandante della Panzertruppenschule I e dal 15 settembre 1944 divenne il comandante della 14. Panzer-Division. Il 16 ottobre 1944 ricevette la Croce di Cavaliere della Croce di Ferro ed il 1º dicembre 1944 fu promosso a Generalmajor. Dal 15 gennaio 1945 guidò un gruppo nella 1. Panzerarmee. Dal 20 marzo al 3 aprile 1945 fu comandante della 2. Panzer-Division e dopo essere stato ferito due volte, fu schierato come ufficiale di carro presso l'Oberkommando des Heeres dal 6 aprile 1945. Alla fine della guerra, fu fatto prigioniero dagli Alleati, e dopo due anni come prigioniero di guerra, fu liberato nel 1947. A partire dal 1951 fu consigliere militare in Egitto per quattro anni e l'11 maggio 1956 entrò a far parte della Bundeswehr come generale di brigata, in una scuola per truppe corazzate a Munster. Successivamente fu promosso a generalmajor. Nel 1957 fu generale delle truppe da combattimento e allo stesso tempo ispettore delle truppe corazzate. Andò in pensione il 31 marzo 1962 ed è stato insignito della Croce Federale al Merito. Morì il 1º gennaio 1992 a Bad Godesberg, vicino Bonn.